# Nati nel 1939/Marzo
| Questa pagina contiene informazioni ricavate automaticamente dalle voci biografiche con l'ausilio del template Bio e di un bot. L'aggiornamento è periodico e automatico e ricostruisce completamente la pagina. Se manca una persona in questa lista, sei pregato di non aggiungerla, ma accertati piuttosto che la sua voce biografica contenga il template Bio e che i dati anagrafici siano correttamente compilati. Se il template Bio manca, inseriscilo tu stesso o, in alternativa, metti l'avviso {{tmp\|Bio}} che ne segnala la mancanza. Se i dati riportati sono sbagliati, correggi direttamente la voce biografica; le modifiche saranno visibili in questa lista entro pochi giorni. Per chiarimenti vedi il progetto biografie. La lista contiene solo le 228 persone che sono citate nell'enciclopedia e per le quali è stato implementato correttamente il template Bio. Pagina aggiornata al 18 ago 2025. |

- 1º marzo - Adnan Al-Kaissie, wrestler iracheno († 2023)
- 1º marzo - Roberto Bisacco, attore italiano († 2022)
- 1º marzo - Leo Brouwer, compositore, chitarrista e direttore d'orchestra cubano
- 1º marzo - Giuliano Di Bernardo, filosofo italiano
- 1º marzo - Otto Luttrop, allenatore di calcio e calciatore tedesco († 2017)
- 1º marzo - Cvetan Todorov, filosofo e saggista bulgaro († 2017)
- 1º marzo - Joel Wachs, politico statunitense
- 2 marzo - Irina Petrovna Bogačёva, mezzosoprano sovietico († 2019)
- 2 marzo - Aristeidīs Kamaras, ex calciatore greco
- 2 marzo - Jack Lornie, calciatore scozzese († 2014)
- 2 marzo - Pio Manzù, designer italiano († 1969)
- 2 marzo - Guillaume Oyono-Mbia, scrittore camerunese († 2021)
- 2 marzo - Claudia Pasini, schermitrice italiana († 2015)
- 2 marzo - Eugenio Sangregorio, ex politico italiano
- 2 marzo - Takako Shimazu, principessa giapponese
- 3 marzo - Rudolf Bayer, informatico tedesco
- 3 marzo - Eugenio Bruschini, calciatore italiano († 1991)
- 3 marzo - El Camborio, ballerino e coreografo italiano († 2009)
- 3 marzo - Aventino Frau, politico italiano († 2020)
- 3 marzo - Nur Misuari, politico, rivoluzionario e guerrigliero filippino
- 3 marzo - Ariane Mnouchkine, regista francese
- 3 marzo - Rodolfo Quadrelli, critico letterario, poeta e saggista italiano († 1984)
- 3 marzo - Robert Shaye, produttore cinematografico, attore e regista statunitense
- 4 marzo - Horst Fantazzini, criminale e scrittore italiano († 2001)
- 4 marzo - Nicolae Firoiu, ex pallanuotista e allenatore di pallanuoto rumeno
- 4 marzo - Benny Luke, ballerino e attore statunitense († 2013)
- 4 marzo - Sandra Reynolds Price, ex tennista sudafricana
- 4 marzo - Carlos Vereza, attore brasiliano
- 5 marzo - Samantha Eggar, attrice britannica
- 5 marzo - Lorenzo Enriques, fisico e editore italiano
- 5 marzo - Martino Fill, ex sciatore alpino italiano
- 5 marzo - Daniel Freedman, fisico statunitense
- 5 marzo - Charles Fuller, drammaturgo e sceneggiatore statunitense († 2022)
- 5 marzo - Judy Grinham, ex nuotatrice britannica
- 5 marzo - Norman Seeff, regista e fotografo sudafricano
- 5 marzo - Camillo Teti, regista, sceneggiatore e produttore cinematografico italiano
- 5 marzo - Adriano Varljen, ex calciatore e allenatore di calcio italiano
- 5 marzo - Peter Woodcock, serial killer canadese († 2010)
- 6 marzo - Svante af Klinteberg, cestista svedese († 2022)
- 6 marzo - Adam Osborne, editore e informatico inglese († 2003)
- 6 marzo - Sergio Pompanin, bobbista italiano
- 6 marzo - Eugenio Viale, politico italiano
- 6 marzo - Piet de Vries, ex calciatore olandese
- 6 marzo - Margherita di Borbone-Spagna, principessa spagnola
- 7 marzo - Umberto Ceriani, attore italiano
- 7 marzo - Danyel Gérard, cantante e compositore francese
- 7 marzo - Dušan Maravić, calciatore jugoslavo († 2025)
- 7 marzo - Panajot Pano, calciatore albanese († 2010)
- 8 marzo - Aleksandër Meksi, politico e restauratore albanese
- 8 marzo - Peter Nicholls, critico letterario e scrittore australiano († 2018)
- 8 marzo - Lynn Seymour, ballerina, direttrice artistica e attrice canadese († 2023)
- 8 marzo - Lidija Skoblikova, ex pattinatrice di velocità su ghiaccio sovietica
- 8 marzo - Robert Tear, tenore, direttore d'orchestra e insegnante gallese († 2011)
- 8 marzo - Paride Tumburus, calciatore e allenatore di calcio italiano († 2015)
- 8 marzo - Fritz Vögtle, chimico tedesco († 2017)
- 9 marzo - Jean-Pierre Chevènement, politico francese
- 9 marzo - Niklas Frank, scrittore e giornalista tedesco
- 9 marzo - Adriana Giuffrè, attrice italiana († 2023)
- 9 marzo - Eugene Lee, scenografo statunitense († 2023)
- 9 marzo - Sergio Mauri, cantante italiano
- 9 marzo - Rolando Mosca Moschini, generale italiano
- 9 marzo - Alexis Ponnet, ex arbitro di calcio belga
- 9 marzo - Dario Robbiani, giornalista, scrittore e politico svizzero († 2009)
- 9 marzo - Elena Zaniboni, arpista italiana
- 10 marzo - Len Ashurst, allenatore di calcio e calciatore inglese († 2021)
- 10 marzo - Carlo Furlanis, calciatore italiano († 2013)
- 10 marzo - Hugh Johnson, scrittore e giornalista inglese
- 10 marzo - Irina Press, multiplista, ostacolista e pesista sovietica († 2004)
- 10 marzo - Raka Rasmi, ballerina indonesiana († 2018)
- 10 marzo - Paolo Signorelli, calciatore italiano († 2018)
- 10 marzo - Jerry Steele, cestista e allenatore di pallacanestro statunitense († 2021)
- 10 marzo - Gianfranco Tagliabue, politico italiano
- 10 marzo - Charles-Marie Ternes, storico e archeologo lussemburghese († 2004)
- 11 marzo - Flaco Jiménez, fisarmonicista statunitense († 2025)
- 11 marzo - Orlando Beltran Quevedo, cardinale e arcivescovo cattolico filippino
- 11 marzo - Jacques Santi, attore francese († 1988)
- 11 marzo - Suki Schorer, danzatrice, docente e scrittrice statunitense
- 11 marzo - John C. Wells, esperantista e linguista britannico
- 12 marzo - Rino Gioielli, attore italiano († 2016)
- 12 marzo - Peter Hogg, costituzionalista canadese († 2020)
- 12 marzo - Veriano Luchetti, tenore italiano († 2012)
- 12 marzo - Giuseppe Orlandoni, vescovo cattolico italiano
- 13 marzo - Ferré Grignard, cantante belga († 1982)
- 13 marzo - Yoshinobu Ishii, calciatore giapponese († 2018)
- 13 marzo - Jan, fumettista spagnolo
- 13 marzo - Claude Piquemal, ex velocista francese
- 13 marzo - Giacomo Properzj, politico, imprenditore e giornalista italiano († 2022)
- 13 marzo - Neil Sedaka, cantautore, compositore e produttore discografico statunitense
- 14 marzo - Lars Anderson, ex wrestler statunitense
- 14 marzo - Pilar Bardem, attrice spagnola († 2021)
- 14 marzo - Raymond J. Barry, attore statunitense
- 14 marzo - Bertrand Blier, regista e sceneggiatore francese († 2025)
- 14 marzo - Yves Boisset, regista francese († 2025)
- 14 marzo - Michael Hudson, economista statunitense
- 14 marzo - Rosa King, sassofonista e cantante statunitense († 2000)
- 14 marzo - William B. Lenoir, astronauta statunitense († 2010)
- 14 marzo - Luciano Lombardi d'Aquino, giornalista italiano
- 14 marzo - Antonino Monteleone, medico e politico italiano
- 14 marzo - Keiji Nakazawa, fumettista giapponese († 2012)
- 14 marzo - Angelo Picano, politico italiano
- 14 marzo - Glauber Rocha, regista, sceneggiatore e produttore cinematografico brasiliano († 1981)
- 14 marzo - Melvin Small, storico statunitense
- 14 marzo - Luciana Veschi D'Asnasch, nuotatrice e regista televisiva italiana († 2021)
- 15 marzo - Karel Baroch, cestista e allenatore di pallacanestro cecoslovacco († 2001)
- 15 marzo - Carlo Benfatti, storico, scrittore e giornalista italiano
- 15 marzo - Giuseppe Broggi, ex calciatore italiano
- 15 marzo - Arkady Luxemburg, compositore e pianista sovietico
- 15 marzo - Pino Tuccimei, produttore discografico italiano († 2020)
- 15 marzo - Julie Tullis, alpinista e regista britannica († 1986)
- 16 marzo - Edna Buchanan, giornalista e scrittrice statunitense
- 16 marzo - Gianfranco Clerici, calciatore italiano († 2022)
- 16 marzo - Romano Merlo, politico italiano
- 16 marzo - Kenny Morgans, calciatore gallese († 2012)
- 16 marzo - Ludwig Zehetner, scrittore e educatore tedesco
- 17 marzo - Saadi Toma Abbas, generale e politico iracheno († 2020)
- 17 marzo - Thomas Gompf, ex tuffatore statunitense
- 17 marzo - Paul Sauvage, calciatore francese († 2019)
- 17 marzo - Flo Steinberg, editrice statunitense († 2017)
- 17 marzo - Margarita Trajanova, danzatrice bulgara († 2023)
- 17 marzo - Giovanni Trapattoni, ex calciatore e allenatore di calcio italiano
- 18 marzo - Ron Atkinson, ex calciatore e allenatore di calcio inglese
- 18 marzo - Battista Babini, ex ciclista su strada italiano
- 18 marzo - Angelo Bergamonti, pilota motociclistico italiano († 1971)
- 18 marzo - Gérard Coinçon, allenatore di calcio e ex calciatore francese
- 18 marzo - Michael Faber, calciatore tedesco orientale († 1993)
- 18 marzo - Corrado Farina, regista, sceneggiatore e scrittore italiano († 2016)
- 18 marzo - Peter Kraus, cantante, attore e chitarrista austriaco
- 18 marzo - Francesco Salamini, botanico italiano
- 18 marzo - Livio Tamberi, politico e dirigente d'azienda italiano († 2020)
- 18 marzo - Karl Heinz Willschrei, sceneggiatore e produttore televisivo tedesco († 2003)
- 19 marzo - Sergej Lopatin, sollevatore sovietico († 2004)
- 19 marzo - Alceo Riosa, storico italiano († 2011)
- 19 marzo - José Cláudio dos Reis, dirigente sportivo brasiliano († 1999)
- 20 marzo - Luciano Agostiniani, linguista italiano († 2022)
- 20 marzo - Guido Fabiani, economista italiano
- 20 marzo - Brian Mulroney, avvocato, imprenditore e politico canadese († 2024)
- 20 marzo - Giovanni Nardi, giornalista italiano
- 20 marzo - Giorgio Rossano, calciatore italiano († 2016)
- 21 marzo - Orbie Bowling, ex cestista statunitense
- 21 marzo - Severino Cannelonga, politico italiano
- 21 marzo - Procópio Cardoso, allenatore di calcio e ex calciatore brasiliano
- 21 marzo - Bob Clarke, ex cestista statunitense
- 21 marzo - Anna Maria Gherardi, attrice italiana († 2014)
- 21 marzo - Martha Hudson, ex velocista statunitense
- 21 marzo - Marino Masè, attore italiano († 2022)
- 21 marzo - Savino Melillo, politico italiano
- 21 marzo - Salomé, cantante spagnola
- 21 marzo - Kathleen Widdoes, attrice statunitense
- 22 marzo - Jorge Ben Jor, cantautore, compositore e musicista brasiliano
- 22 marzo - Anna Maria Carpi, germanista, traduttrice e scrittrice italiana
- 22 marzo - Pierluigi Cerri, architetto e designer italiano († 2022)
- 22 marzo - Roland Crispin, ex calciatore haitiano
- 22 marzo - Jan Hugens, ciclista su strada olandese († 2011)
- 22 marzo - Pál Koczka, cestista ungherese († 2016)
- 22 marzo - Avishai Margalit, filosofo e saggista israeliano
- 22 marzo - Bavua Ntinu André, artista marziale congolese (Repubblica Democratica del Congo) († 2013)
- 22 marzo - John Prentis, ex calciatore inglese
- 22 marzo - Ildefonso Rubio, ex calciatore cileno
- 22 marzo - Luigi Stringa, fisico italiano († 2000)
- 22 marzo - Antonio Valiante, politico italiano († 2019)
- 23 marzo - Luciano Buzzacchera, ex calciatore italiano
- 23 marzo - Robin Herd, ingegnere britannico († 2019)
- 23 marzo - Pepe Lienhard, musicista e cantante svizzero
- 23 marzo - Maureen Murphy, nuotatrice statunitense († 2019)
- 23 marzo - Jochen Neerpasch, pilota automobilistico, dirigente sportivo e imprenditore tedesco
- 23 marzo - Terry Paine, ex calciatore inglese
- 23 marzo - Rosie Reyes, tennista messicana († 2024)
- 23 marzo - Vito Saccomandi, agronomo e politico italiano († 1995)
- 23 marzo - Boris Tiščenko, compositore e pianista russo († 2010)
- 23 marzo - Evelina Umek, scrittrice, traduttrice e sceneggiatrice italiana
- 24 marzo - Lynda Baron, attrice britannica († 2022)
- 24 marzo - Lorenzo Gianotti, politico italiano
- 24 marzo - Ian Lawson, calciatore inglese († 2024)
- 24 marzo - Bob Mackie, stilista e costumista statunitense
- 24 marzo - Bruce Montague, attore britannico († 2022)
- 24 marzo - Carlos Sérgio Rosa Martins, ex arbitro di calcio brasiliano
- 24 marzo - Wiktor Wysoczański, vescovo vetero-cattolico polacco († 2023)
- 25 marzo - Toni Cade Bambara, scrittrice e docente statunitense († 1995)
- 25 marzo - Antonio Calenda, regista italiano
- 25 marzo - D.C. Fontana, sceneggiatrice e scrittrice statunitense († 2019)
- 25 marzo - Jorge Gallego, ex calciatore colombiano
- 25 marzo - Carolyn Goodman, politica statunitense
- 25 marzo - Miguel Ángel Longo, calciatore e allenatore di calcio argentino († 2001)
- 25 marzo - Antonino Mandalà, mafioso e politico italiano
- 25 marzo - Mária Prokopp, storica dell'arte ungherese
- 26 marzo - Tommaso Accardo, attore e personaggio televisivo italiano († 2023)
- 26 marzo - Elmar Frings, pentatleta tedesco († 2002)
- 26 marzo - Giovanni Graber, slittinista italiano († 2024)
- 26 marzo - Patrick Lane, poeta canadese († 2019)
- 26 marzo - Hannes Neumann, cestista e allenatore di pallacanestro tedesco († 2018)
- 26 marzo - Irena Twardosz, cestista polacca († 2005)
- 26 marzo - Giusy Valeri, attrice italiana
- 27 marzo - Maurizio Cumo, ingegnere e dirigente pubblico italiano († 2024)
- 27 marzo - Emilio De Rose, politico e medico italiano († 2018)
- 27 marzo - Ulrich Jucker, ex slittinista svizzero
- 27 marzo - Vasilios Makridis, ex sciatore alpino greco
- 27 marzo - Viktor Abrosimovič Petrov, regista sovietico († 2000)
- 27 marzo - Martin Jessop Price, numismatico e antiquario britannico († 1995)
- 27 marzo - Regina Veloso, nuotatrice portoghese († 2024)
- 27 marzo - Cale Yarborough, pilota automobilistico statunitense († 2023)
- 28 marzo - Margaret Edwards, ex nuotatrice britannica
- 28 marzo - Giambattista Moschino, calciatore e allenatore di calcio italiano († 2019)
- 28 marzo - Benito Pacifico, attore e stuntman italiano († 2008)
- 28 marzo - David Whitney, gallerista, collezionista d'arte e critico d'arte statunitense († 2005)
- 29 marzo - Billy Dalli, ex calciatore maltese
- 29 marzo - Gérard Denecheau, tiratore a segno francese († 2010)
- 29 marzo - Dragan Đukić, ex calciatore jugoslavo
- 29 marzo - Terence Hill, attore e regista italiano
- 29 marzo - Jagdeep, attore indiano († 2020)
- 29 marzo - Kent Mitchell, canottiere statunitense
- 29 marzo - Franco Passuello, politico e sindacalista italiano
- 29 marzo - Ramón Julián Rodríguez, allenatore di calcio e ex calciatore paraguaiano
- 29 marzo - Giuliano Tullio, scenografo italiano († 2024)
- 29 marzo - Hikmet Uluğbay, politico turco
- 30 marzo - Donald Adamson, biografo, critico letterario e francesista britannico († 2024)
- 30 marzo - Jozef Bomba, calciatore cecoslovacco († 2005)
- 30 marzo - Luisa Debiasio Calimani, architetto e politica italiana
- 30 marzo - Robert Herbin, calciatore e allenatore di calcio francese († 2020)
- 30 marzo - Ratko Janev, fisico macedone († 2019)
- 31 marzo - Luca Boneschi, avvocato e politico italiano († 2016)
- 31 marzo - Giancarlo Comastri, politico e medico italiano († 2019)
- 31 marzo - Zviad Gamsakhurdia, filologo, critico letterario e politico georgiano († 1993)
- 31 marzo - Israel Horovitz, drammaturgo e sceneggiatore statunitense († 2020)
- 31 marzo - Mario Maffucci, giornalista e autore televisivo italiano
- 31 marzo - Volker Schlöndorff, regista, sceneggiatore e produttore cinematografico tedesco
- 31 marzo - Karl-Heinz Schnellinger, calciatore tedesco († 2024)
- 31 marzo - Chris Smith, ex cestista statunitense
- 31 marzo - Bernardo Vargas, ex calciatore argentino